# Qaraghaily
Qaraghaily (kyrillische Schreibweise: Карагайлы) ist eine Siedlung in Kasachstan.
Sie liegt im Rajon Qarqaraly im Osten des Gebiets Qaraghandy.
Der Ort mit 9643 Einwohnern befindet sich in 250 km Entfernung von der Gebietshauptstadt.
Postleitzahl: 100814.